# شعار فلسطين
شعار دولة فلسطين، هو شعار تستخدمه السلطة الفلسطينية أو دولة فلسطين، ويتكون من نسر صلاح الدين الذي استعمله صلاح الدين الأيوبي شعاراً لدولته. في وسطه ألوان العلم الفلسطيني.
جدير بالذكر أن العديد من الدول العربية تستخدم نفس شعار مصر مع وجود اختلاف في بعض الألوان.

## معرض صور